# Trevor Brown
Pour les articles homonymes, voir Trevor Brown (homonymie) et Brown.
 (août 2025).
Trevor Brown est un artiste britannique né en 1959 vivant et travaillant au Japon, dont le travail explore des paraphilies, telles que la pédophilie, le BDSM, et d'autres thèmes fétichistes, avec un esprit peu commun.
L'art de Trevor Brown fut l'un des sujets du livre Apocalypse Culture II d'Adam Parfrey, du magazine Answer Me! de Jim Goad, ainsi qu'un grand nombre de publications. Son travail a été utilisé pour un grand nombre de couvertures de cd, incluant ceux de Deicide, Whitehouse, GG Allin, Kayo Dot, et Venetian Snares.
Il est souvent comparé à Mark Ryden, également connu pour la représentation de personnages enfantins dans des positions de détresse. Cependant, les thèmes de son travail s'étendent aussi aux accidents de voiture et l'univers de Crash ! de J. G. Ballard, aux abattoirs, et à la pornographie japonaise.
Son art est proche de l'esprit des jeunes artistes britanniques tels que Damien Hirst ou Jake et Dinos Chapman.
Dans l'animé/manga Hunter x Hunter, Feitan lit un livre intitulé Trevor Brown.